# Chraštice

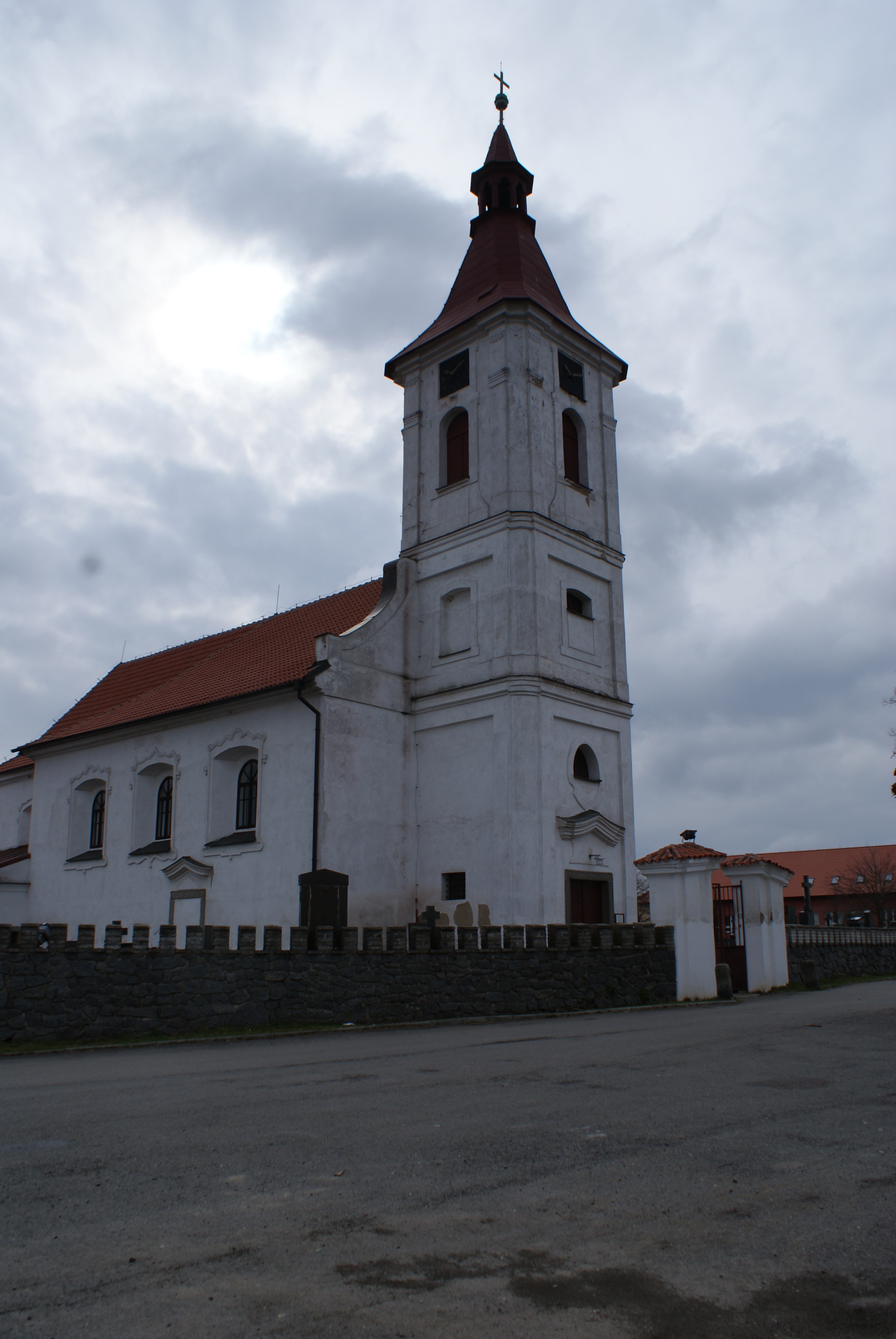
Pfarrkirche Mariä Himmelfahrt in Chraštice

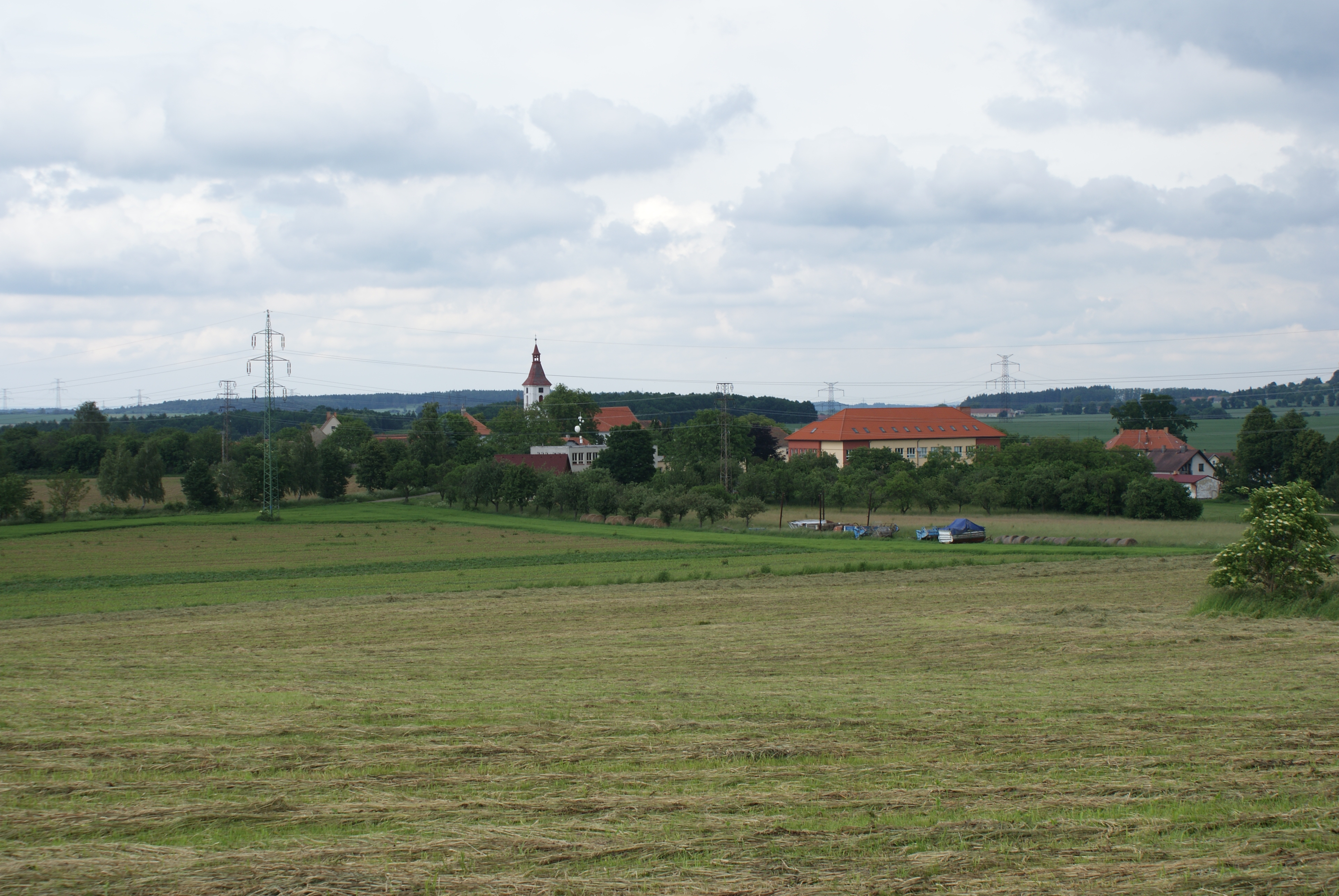
Ortsansicht

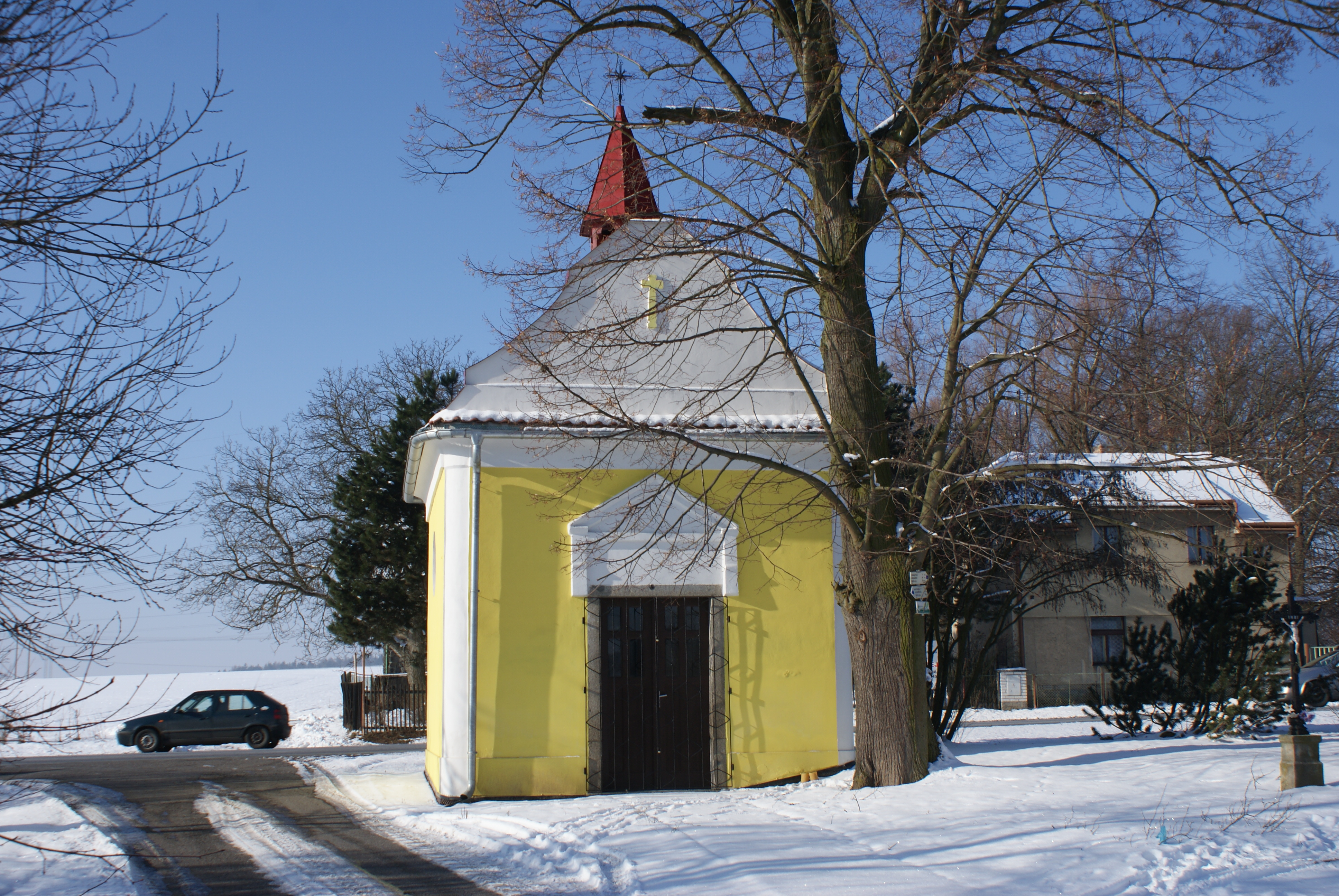
Kapelle in Chraštičky

Chraštice (deutsch Groß Kraschtitz, auch Kraschtitz) ist eine Gemeinde in Tschechien. Sie liegt neun Kilometer östlich von Březnice und gehört zum Okres Příbram.

## Geographie
Chraštice befindet sich im Mittelböhmischen Hügelland auf einer Anhöhe linksseitig über der Quellmulde des Baches Sládkovský potok. Nördlich liegt der Teich Cunát. Am östlichen Ortsrand verläuft die Staatsstraße I/4 zwischen Prag und Strakonice, gegen Norden die Schleppbahn von Tochovice zur Staumauer der Orlík-Talsperre.
Nordöstlich erhebt sich der Pteč (633 m), im Südosten der Doubek (555 m) und die Březina (568 m), sowie südlich die Skalky (563 m).
Nachbarorte sind Na Dole, Čmín, Cihelna, Životice und Mýšlovice im Norden, Zbenice, Hvižďour, Cetyně, Hatě und Kamenná im Nordosten, Niva, Hořice und Bukovany im Osten, Sedlečko, Vargač und Chraštičky im Südosten, Sazka, Zalužany und Touškov im Süden, Řeteč, V Touškovském Lese und Nestrašovice im Südwesten, Svojšice, Tušovice und Kletice im Westen sowie Zahájí, Cunát, Hořejany, Ostrov und Těchařovice im Nordwesten.

## Geschichte
Die erste urkundliche Erwähnung von Chraštice erfolgte im Jahre 1260.
Das Dorf war der Sitz der Vladiken von Chraštice, die im 14. Jahrhundert eine steinerne Feste errichteten. Etwa zur selben Zeit entstand auch die Kirche. Der erste schriftliche Nachweis über die Feste erfolgte 1356 als Sitz des Nedvěd von Chraštice und dessen Sohnes Drslav. Im 15. Jahrhundert erwarben die Herren von Schwanberg das Gut, das im Laufe der Zeit als Velké Chrastice und Kraštice bezeichnet wurde. Später wurden die Ritter Bukowansky Pinta von Bukowan Besitzer des Gutes und schlossen es an Bukowan an. Das Rittergeschlecht der Bukowansky Pinta von Bukowan hielt den Besitz bis zur Mitte des 17. Jahrhunderts. 1632 erwarb Franz Morell von Lettin das Gut Bukowan und hielt es bis 1659. Anschließend gehörte es u. a. Ferdinand Freiherr von Řičan, ab 1716 Ferdinand Franz Chanowsky von Langendorf, ab 1720 Johann Felix Chanowsky Ritter von Chanowitz und Langendorf (Jan Šťastný Chanovský z Dlouhévsi) sowie ab 1724 Barbara Wiežnik von Wiežnik (Věžník z Věžník), geborene Schwihofsky von Riesenberg. Letztere vererbte Bukowan mit allem Zubehör 1752 ihrem Sohn, dem böhmischen Oberst-Landhofmeister Franz Xaver Reichsgraf Wiežnik († 1789). Dessen Sohn Emanuel Reichsgraf Wiežnik verkaufte den ererbten Besitz noch 1789. Anschließend wechselte das Gut rasch die Besitzer, zu den nachfolgenden Grundherren gehörten u. a. von 1808 bis 1815 Christian Brentano und danach Josef Graf Rey. Im Jahre 1816 kaufte Karl Philipp zu Schwarzenberg das Gut Bukowan auf und schlug es seiner Fideikommissherrschaft Worlik zu.
Im Jahre 1837 bestand das an der Prager Straße gelegene Dorf Groß-Kraschtitz, das gewöhnlich nur Kraschtitz / Chrasstice genannt wurde, aus 22 Häusern mit 146 Einwohnern. Davon waren sechs Häuser zum Gut Zbenitz untertänig. Unter herrschaftlichem Patronat stand die Pfarrkirche Mariä Himmelfahrt, das Pfarrhaus und die Schule. Im Ort gab es des Weiteren einen Meierhof sowie das renommierte Gast- und Einkehrhaus “Zur Stadt Prag”. Groß-Kraschtitz war Pfarrort für Bukowan, Klein-Kraschtitz (Chraštičky), Sedletschko (Sedlečko), Holuschitz (Holušice), Kozarowitz (Kozárovice), Meyschlowitz (Mýšlovice), Řetsch (Řeteč), Tiecharowitz und Zbenitz. Bis zur Mitte des 19. Jahrhunderts blieb Kraschtitz dem Gut Bukowan untertänig und war Teil der Fideikommissherrschaft Worlik samt den Allodialgütern Zalužan, Zbenitz und Bukowan.
Nach der Aufhebung der Patrimonialherrschaften bildete Chraštice / Groß Kraschtitz ab 1850 mit den Ortsteilen Chraštičky, Bukovany, Holušice, Kozárovice, Sedlečko und Řeteč eine Gemeinde in der Bezirkshauptmannschaft Březnitz und dem Gerichtsbezirk Mirowitz. Ab 1855 gehörte die Gemeinde zum Bezirk Písek. 1873 lösten sich Bukovany, Holušice (mit Podholušice), Kozárovice und Sedlečko von Chraštice los und bildeten die Gemeinde Kozárovice. Im Jahre 1932 hatte die Gemeinde Chraštice einschließlich der Ortsteile Chraštičky und Řeteč 578 Einwohner. Am 13. Mai 1944 landeten im Rahmen der Operation Chalk bei Zbenice britische Fallschirmjäger unter dem Kommando von Vladimír Hauptvogel. Diese wurden nach ihrer Landung von der Waffen-SS gestellt und starben während einer Schießerei bei Chraštičky. Im Jahre 1960 wurde die Gemeinde dem Okres Příbram zugeordnet. 1964 wurde Zbenice eingemeindet, der Ortsteil Řeteč wurde zugleich nach Boješice umgemeindet. Am 24. November 1990 löste sich Zbenice wieder von Chraštice los und bildete wieder eine eigene Gemeinde.

## Gemeindegliederung
Die Gemeinde Chraštice besteht aus den Ortsteilen Chraštice (Groß Kraschtitz) und Chraštičky (Klein Kraschtitz) sowie den Einschichten Hořice, Na Dole (Dol), Vargač und V Touškovském Lese.

## Sehenswürdigkeiten
- Ehemalige gotische Feste Chraštice, erbaut im 14. Jahrhundert. Sie wurde nach dem Verlust ihrer Funktionalität als befestigter Herrensitz zu einer Schänke umgebaut. Das Gast- und Einkehrhaus Stadt Prag genoss früher unter den Reisenden auf der Prager Straße einen ausgezeichneten Ruf. Erhalten sind die Mauern im Erdgeschoss und Keller mit Gewölben und einer Schwarzküche. Das heute unansehnliche Gebäude befindet sich in Privatbesitz und ist nicht zugänglich.
- Pfarrkirche Mariä Himmelfahrt in Chraštice, der gotische Bau soll im Jahre 1241 errichtet worden sein. Seit 1356 ist sie als Pfarrkirche nachweislich. Sie wurde zwischen 1723 und 1724 unter Jan Šťastný Chanovský barockisiert. Die älteste der vier Glocken wurde 1493 gegossen.
- Statue des hl. Johannes von Nepomuk am Pfarrhaus, geschaffen in der 1. Hälfte des 19. Jahrhunderts
- “Kraschtitzer Klageweib” (chraštická plačka) auf dem Friedhof. Die 1789 gefertigte Skulptur einer Trauernden ist Teil eines Grabmales mit Balustrade für den Oberst-Landhofmeister Franz Xaver Reichsgraf Wiežnik.
- Kapelle in Chraštičky, sie wurde 2010 saniert